# 阜俗県
阜俗県（ふぞく-けん）は中華人民共和国遼寧省にかつて存在した県。現在の朝陽市カラチン左翼モンゴル族自治県一帯に相当する。
遼代に設置され、元代に廃止されている。